# Xã East Penn, Quận Carbon, Pennsylvania
Xã East Penn (tiếng Anh: East Penn Township) là một xã thuộc quận Carbon, tiểu bang Pennsylvania, Hoa Kỳ. Năm 2010, dân số của xã này là 2.881 người.